# 西白坂町
西白坂町（にししらさかちょう）は、愛知県瀬戸市東名連区の町名。丁番を持たない単独町名である。

## 地理
- 瀬戸市の南東部に位置する[8]。西を白坂町、北を長谷口町、東を中白坂町、南を南白坂町と隣接している[8]。
- 山林地帯[8]。

### 河川
- 赤津川[8] ： 町の南端、南白坂町との町境付近を西流している。
- 槌咲川（赤津川支流） ： 町の南部を南流し、赤津川に注ぎ込んでいる。

### 学区
市立小・中学校に通う場合、学区は以下の通りとなる。また、公立高等学校普通科に通う場合の学区は以下の通りとなる。
| 番・番地等 | 小学校                 | 中学校                 | 高等学校 |
| ---------- | ---------------------- | ---------------------- | -------- |
| 全域       | 瀬戸市立にじの丘小学校 | 瀬戸市立にじの丘中学校 | 尾張学区 |

## 歴史

### 町名の由来
町名設定の際、赤津村字白坂の西方にあることから名付けられたと推察される（白坂の由来については白坂町を参照）。

### 沿革
- 1943年（昭和18年）8月9日 - 瀬戸市大字赤津字白坂の一部により、同市西白坂町として成立[2]。

## 世帯数と人口
2025年（令和7年）3月1日現在の世帯数と人口は以下の通りである。
| 町丁     | 世帯数 | 人口 |
| -------- | ------ | ---- |
| 西白坂町 | 0世帯  | 0人  |

### 人口の変遷
国勢調査による人口の推移
| 1995年（平成7年）  | 0人 | [ 11 ] |  |
| 2000年（平成12年） | 0人 | [ 12 ] |  |
| 2005年（平成17年） | 0人 | [ 13 ] |  |
| 2010年（平成22年） | 0人 | [ 14 ] |  |
| 2015年（平成27年） | 0人 | [ 15 ] |  |
| 2020年（令和2年）  | 0人 | [ 16 ] |  |

### 世帯数の変遷
国勢調査による世帯数の推移。
| 1995年（平成7年）  | 0世帯 | [ 11 ] |  |
| 2000年（平成12年） | 0世帯 | [ 12 ] |  |
| 2005年（平成17年） | 0世帯 | [ 13 ] |  |
| 2010年（平成22年） | 0世帯 | [ 14 ] |  |
| 2015年（平成27年） | 0世帯 | [ 15 ] |  |
| 2020年（令和2年）  | 0世帯 | [ 16 ] |  |

## 交通

### 鉄道
町内に鉄道は走っていない。最寄り駅は名鉄瀬戸線尾張瀬戸駅になる。

### バス
町内にバスは走っていない。最寄りのバス停は、名鉄バス「本地ヶ原線」【10】系統、同「東山線」【11】【12】系統の赤津バス停になる。

### 道路
町内に国道・県道は走っていない。

## その他

### 日本郵便
- 郵便番号 : 489-0018[6]（集配局：瀬戸郵便局[17]）。